# Hochlohnland
Als Hochlohnland (englisch high-wage country) gelten Staaten, in denen die Arbeitskosten deutlich über dem Durchschnitt anderer Staaten liegen. Gegensatz ist das Niedriglohnland.

## Allgemeines
Maßstab ist die volkswirtschaftliche Kennzahl der Arbeitskosten. Diese sind von Staat zu Staat für vergleichbare Erwerbstätigkeiten unterschiedlich, so dass sie Ursache einer Arbeitsmigration sein können. Durch das Bestimmungslandprinzip (oder durch einen Mindestlohn) schützt ein Hochlohnland einerseits seine erworbene Produktivität und seinen Wohlstand, andererseits gibt es den Niedriglohnländern die Möglichkeit, durch Lohnkonvergenz nachzuziehen. Denn die Arbeitsmigration führt dazu, dass im Niedriglohnland Arbeitskräfte knapp werden und im Hochlohnland ein Angebotsüberschuss an Arbeit – also Arbeitslosigkeit – entsteht. Daraus ergibt sich eine Nivellierungstendenz der Arbeitskosten (steigende im Niedriglohnland, sinkende im Hochlohnland).
Auch wenn in einigen Wirtschaftszweigen teilweise lediglich Mindestlohn bezahlt wird, trifft die Bezeichnung Hochlohnland zu, wenn die gesamten Arbeitskosten pro Stunde eines Staates deutlich über dem Durchschnitt anderer Staaten liegen.

## Wirtschaftliche Aspekte
Der Ökonom Adam Smith ging im März 1776 davon aus, dass sich Außenhandel dann lohnt, wenn ein Gut in einem Land kostengünstiger hergestellt werden kann als im Ausland; hieraus entwickelte er in seinem Werk Der Wohlstand der Nationen die Theorie der absoluten Kostenvorteile. Smith betrachtete lediglich die Arbeitskosten, so dass ein Land mit höheren Arbeitskosten bestimmte Produkte von einem anderen Land importieren kann, wo die Arbeitskosten für diese Produkte niedriger sind. David Ricardo ging 1817 einen Schritt weiter und hielt Handel auch dann für vorteilhaft, wenn eines der Länder alle Produkte billiger anbieten kann (komparativer Kostenvorteil).
Die Einstufung der unterschiedlichen Arbeitskosten bedient sich der so genannten Atlas-Methode und erfolgt nach der Höhe des erwirtschafteten Bruttonationaleinkommens (englisch gross national income, GNI) pro Kopf (Pro-Kopf-Einkommen). Das GNI ist im Volkswirtschaftlichen Gesamtrechnungssystem der UNO von 1993 an die Stelle der früher verwendeten volkswirtschaftlichen Kennzahl Bruttosozialprodukt (GNP) getreten. Es enthält alle von Inländern erzielten Einkommen, unabhängig davon, ob dies im Inland oder Ausland geschehen ist. Solange die hohen Arbeitskosten durch eine hohe Arbeitsproduktivität gerechtfertigt werden, stellen sie keinen Wettbewerbsnachteil zu anderen Staaten dar. Kaufkraftbereinigt führten weltweit 2017 einige Kleinstaaten, die auch sonst häufig statistische Auffälligkeiten aufweisen. Hierzu gehören Katar (128.060 US$ GNI pro Kopf), Macau (96.570), Singapur (90.570), Brunei (83.760), Kuweit (83.310), Vereinigte Arabische Emirate (74.410) und Luxemburg (72.690), bevor die Schweiz als erster Flächenstaat folgt (65.610).
Globalisierung bedeutet auch, dass Teilbereiche der Wertschöpfungskette von Hochlohnländern in relativ arme Niedriglohnländer verlagert werden (etwa der Karosseriebau in der Automobilindustrie), sofern die Qualifikation der dortigen Arbeitskräfte und die (industrielle) Infrastruktur dies zulässt. Wird in einem Hochlohnland produziert, kommen zur längeren Fertigungszeit noch die hohen Arbeitskosten und zusätzlich die höheren Gemeinkosten hinzu. Daraus ergeben sich bereits große Preisnachteile, die vom Markt kaum akzeptiert werden. Als rohstoffarmes Hochlohnland kann Deutschland seine Wettbewerbsfähigkeit nur halten und erhöhen, wenn es schnell und umfassend gelingt, weltmarktfähige Produktinnovationen mit ökonomisch effizienten sowie ökologisch optimalen Verfahren in großer Menge gewinnbringend zu verkaufen. Dazu bedarf es hoher Anstrengungen bei Forschung und Entwicklung (Innovationsfähigkeit) mit dem Ziel der Patentierung. Gelingt dies nicht, droht Hochlohnländern der Verlust von Arbeitsplätzen an Lohndumping betreibende Niedriglohnländer, Arbeitslosigkeit und eine damit einhergehende Veränderung der Wirtschaftsstruktur. 
Paul Samuelson zeigte 2004 auf, wie der technologische Fortschritt in den Niedriglohnländern den Industriestaaten schaden kann. Wenn beispielsweise Hochlohnländer Investitionen in Niedriglohnländern finanzieren, dann verringert dies Paul Krugman zufolge die Rücklagen für den Aufbau eines Kapitalstocks im eigenen Land. Folglich entfällt hier auf jeden Arbeiter weniger Kapital, so dass das Grenzprodukt der Arbeit – und daher die Lohnquote – niedriger sein wird als vor der Investition.

## Internationale Statistik
Typische Hochlohnländer sind nach Arbeitskosten weltweit (in Euro pro Kopf/Stunde):
| Land                     | 2007  | 2017  |
| ------------------------ | ----- | ----- |
| Europäische Union gesamt | 22,80 | 26,80 |
| Norwegen                 | 40,19 | 51,00 |
| Belgien                  | 35,84 | 39,60 |
| Schweiz                  | 32,70 | 58,13 |
| Dänemark                 | 32,81 | 42,50 |
| Deutschland              | 32,70 | 34,10 |
| Finnland                 | 30,01 | 32,70 |
| Frankreich               | 32,26 | 36,00 |
| Österreich               | 29,90 | 34,10 |
| Luxemburg                | 30,68 | 37,60 |
| Schweden                 | 34,53 | 38,30 |
| Niederlande              | 31,34 | 34,80 |
| Irland                   | 26,87 | 31,00 |
| Vereinigte Staaten       | 22,57 | 33,96 |
| Vereinigtes Königreich   | 27,19 | 25,70 |
| Kanada                   | 23,38 | 27,98 |

Der Durchschnitt der 44 gemessenen Länder wies Arbeitskosten von 19,71 €/Stunde auf (2017). Bei Ländern außerhalb der Eurozone wird der Vergleich durch Währungseffekte beeinträchtigt. Der internationale Vergleich der Arbeitskosten zeigt nicht nur enorme Unterschiede im Niveau, sondern auch bei deren Komponenten. Dänemark liegt beim Direktentgelt an zweiter Stelle, während es bei den Lohnnebenkosten den elften Platz einnimmt. Westdeutschland belegt dagegen sowohl beim Direktentgelt als auch bei den Lohnnebenkosten mit dem fünften und vierten Platz eine vordere Position. Je weiter ein Staat im Nordwesten Europas liegt, umso höher sind die Arbeitskosten. Die hohen deutschen Lohnstückkosten belegen, dass die Produktivität nicht hoch genug war, um den Nachteil der hohen Arbeitskosten auszugleichen.
In der europäischen Automobilindustrie führte 2013 mit Arbeitskosten von 48,40 € die deutsche Automobilindustrie, gefolgt von Schweden (47,30 €), Frankreich (46,70 €), Italien (29,70 €), Spanien (26,70 €) oder England (24,50 €).